# П'яннє
П'яннє (до 2016 р. — Радянське) — село в Україні Острожецької сільської громади Дубенського району Рівненської області.
Населення становить 545 осіб.

## Географія
У селі бере початок річка П'яне, ліва притока Зборів.

## Історія та сучасність
Перші дані про поселення зафіксовані 1443 та 1481 роками. Причому в акті від 24 квітня 1482 року село має назву «П'ян». Привілей литовського князя Казимира IV від 1447 року прив'язував селян до феодальних володінь. Селян прикріплювали до земельного наділу і зобов'язували відбувати панщину.
Під час національно-визвольної війни українського народу під проводом Богдана Хмельницького, окремі козацькі загони проходили територією села у 1648—1651 роках. Проте про участь жителів села у цій війні в архівах свідчень не знайдено.
До кінця XVIII ст. село П'яння перебувало у складі Волинського воєводства, що перебувало під владою панської Польщі.
Після 1795 року (після ІІІ поділу Речі Посполитої) село входить до Волинського намісництва, яке перебувало у складі Російської держави. У 1797 році намісництво перейменовано у Волинську губернію, а населений пункт віднесено до Дубенського повіту.
У 1887 році в селі було відкрито церковно-приходську школу. Спочатку навчання в ній велось російською, а згодом польською мовою (з 20-х років ХХ ст.). Навчання було платним, тому освіту здобували лише діти заможних селян.
У 1906 році село Малинської волості Дубенського повіту Волинської губернії. Відстань від повітового міста 29 верст, від волості 7. Дворів 96, мешканців 642.
7 (20) листопада 1917 року, відповідно до Третього Універсалу Української Центральної Ради, увійшло до складу Української Народної Республіки.
У грудні 1993 року, після виходу зі складу Острожецької сільради, сільську раду утворено в Радянському (нині П'яннє).
12 червня 2020 року, відповідно до розпорядження Кабінету Міністрів України № 722-р від «Про визначення адміністративних центрів та затвердження територій територіальних громад Рівненської області», увійшло до складу Острожецької сільської громади.
19 липня 2020 року, в результаті адміністративно-територіальної реформи та ліквідації Млинівського району, село увійшло до складу Дубенського району.

## Населення
Згідно з переписом УРСР 1989 року чисельність наявного населення села становила 626 осіб, з яких 315 чоловіків та 311 жінок.
За переписом населення України 2001 року в селі мешкали 722 особи.

### Мова
Розподіл населення за рідною мовою за даними перепису 2001 року:
| Мова       | Кількість | Відсоток |
| ---------- | --------- | -------- |
| українська | 541       | 99.45%   |
| російська  | 2         | 0.37%    |
| білоруська | 1         | 0.18%    |
| Усього     | 544       | 100%     |

## Органи влади
Радянська сільська рада.
У підпорядкуванні сільської ради села: П'яннє, Зборів.
Сільський голова: Гордійчук Тарас Миколайович (2015 рік)

## Освіта
Загальноосвітня школа І-ІІ ступенів

## Культура
- Будинок культури села Радянське (збудований в 1974 році)
- Публічно-шкільна бібліотека села Радянське

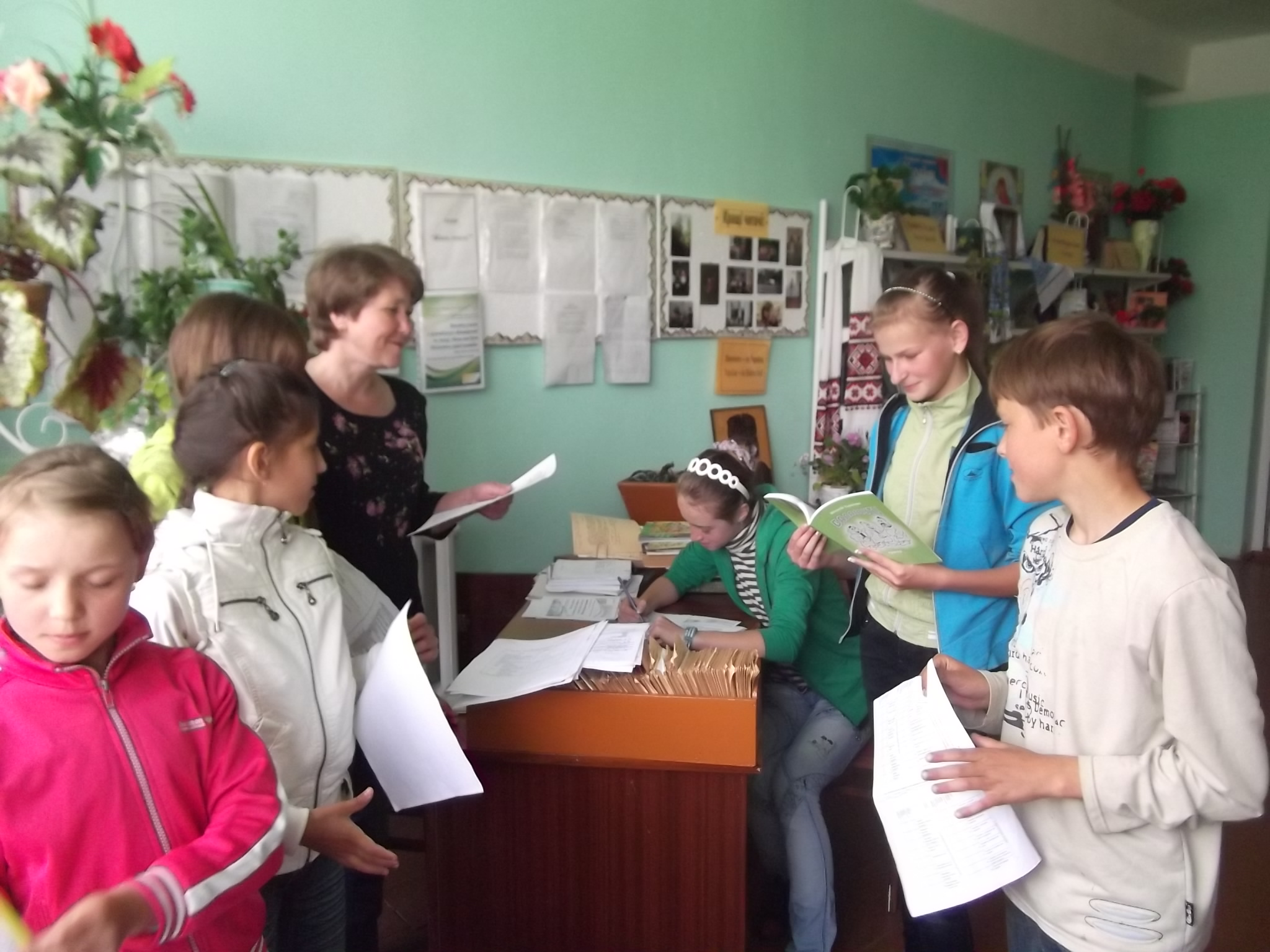
Читачі бібліотеки під час громадських обговорень «Якою повинна бути бібліотека твоєї громади?»

У 1947 році в будинку Миколи Климовича Базилюка було відкрито першу хату-читальню, фонд якої нараховував 150 книг. 

У 1951 році, у приміщенні старого сільського клубу в с. Радянське було відкрито бібліотеку.

У 1975 році в селі відкрито нове приміщення клубу, де розмістилась і бібліотека. В наступному році почали створювати алфавітний та тематичний каталоги. Книжковий фонд бібліотеки того часу становив близько 2 тисяч книг. 

У 2002 році було проведено реорганізацію бібліотечної системи: сільські бібліотеки були об'єднані з шкільними.

На даний час публічно-шкільна бібліотека функціонує в приміщенні клубу с. Радянське. Фонд налічує понад 6,5 тисяч примірників, обслуговується 500 читачів.

## Медицина
Фельдшерсько-акушерський пункт села П'яннє.

## Релігія
Свято-Параскевська православна церква ПЦУ.

## Відомі люди

### Уродженці села
- Гордійчук Андрій Миколайович — український науковець, декан факультету культури і мистецтв Східноєвропейського національного університету імені Лесі Українки, професор, кандидат педагогічних наук.
- Кособуцька Галина Пилипівна — директор Рівненського міського медико-реабілітаційного центру для інвалідів з порушеннями опорно-рухового апарату
- Мойсіюк Василь Васильович (* 1960) — український хоровий диригент
- Сидорук Іван Іванович — заступник Генерального прокурора Російської Федерації

### Пов'язані із селом
- Ковжук Яків Іванович — член УГВР, керівник Острозького районного проводу ОУН та пункту зв'язку Проводу ОУН, Лицар Золотого Хреста Заслуги. Загинув у селі.